# Мітридат (Феодосія)
Мітридат (крим. Mitrıdat) — місцевість Феодосії, пагорб у місті.

## Опис
Розташована в старій частині міста і є найвищою її точкою (висота — 55м). Ну а саме старе місто — це південна частина Феодосії. Мітрідат — один із відрогів гірського хребта Тепе-Оба, і з гори на нього відкривається прекрасний вид, як і на всі інші околиці.

## Історія
У давнину тут розташовувалося одне з міських укріплень — вежа Фоми, руїни якої збереглися до наших днів.
Назвою «Мітрідат» гору охрестив найвідоміший уродженець Феодосії — художник І. К. Айвазовський на честь понтійського царя Мітрідата IV Євпатора. Він народився в будиночку зовсім поруч із цим місцем і, ймовірно, часто тут бував із самого дитинства, що пояснює любов до нього художника. Знайти будинок, де народився Айвазовський, нескладно — на фонтані біля нього встановлено пам'ятну мармурову табличку вірменською мовою.
У 1871 році за особистою ініціативою і при фінансовій підтримці Івана Костянтиновича Айвазовського на вершині гори Мітридат в Феодосії був урочисто відкритий унікальний музей старожитностей — усипальниця героя російсько-іранської (перської) війни генерала від інфантерії Петра Степановича Котляревського.
У нову будівлю Музею старожитностей були перенесені всі знайдені в місті і його околицях археологічні, історичні предмети, середньовічні кам'яні плити з написами і гербами генуезьких консулів, коштовне зібрання медалей, монет античної та середньовічної Кафи, Пантікапею, Херсонеса, Ольвії і Фанагорії, старовинні рукописи і книги. У 1917 р міська Дума в зв'язку зі сторіччям від дня народження Айвазовського ухвалила рішення надалі іменувати гору Мітридат горою Айвазовського, однак це рішення не було оприлюднено і забулося.
У 1925 р. експонати були перенесені в один з флігелів Картинної галереї, де був відкритий краєзнавчий музей. А в будівлі Музею старожитностей на горі Мітридат була відкрита сейсмічна станція. У роки Другої світовоївійни будівлю музею було підірвано нацистами.
Оглядовий майданчик було відкрито на горі у 2012 році, відтоді цей куточок Феодосії набуває дедалі більшої популярності серед жителів і туристів. Примітно й те, що на західному схилі гори збереглися руїни вежі св. Фоми, що входила в систему фортифікації фортеці Кафа. Якщо придивитися уважно, можна побачити, що від руїн вежі йде рів — це той самий рів, який колись оточував зовнішні оборонні стіни фортеці, і якщо простежити поглядом його шлях, то він виведе на руїни іншої вежі — круглої вежі Джованні ді Скаффа. Рів у давнину був набагато глибшим, а його стіни були викладені каменем, уздовж цього рову йшли стіни й вежі, які обмежували територію міста, що його генуезці іменували Каффою.
Звідси відкривається вид на всю затоку Феодосії і більшу частину міста. Прямо під горою — церква Святого Саркіса та порт; праворуч — вид на старе місто: фортеця Кафа, церква на честь ікони Іверської Божої Матері; ліворуч — житлові будинки.

## Галерея

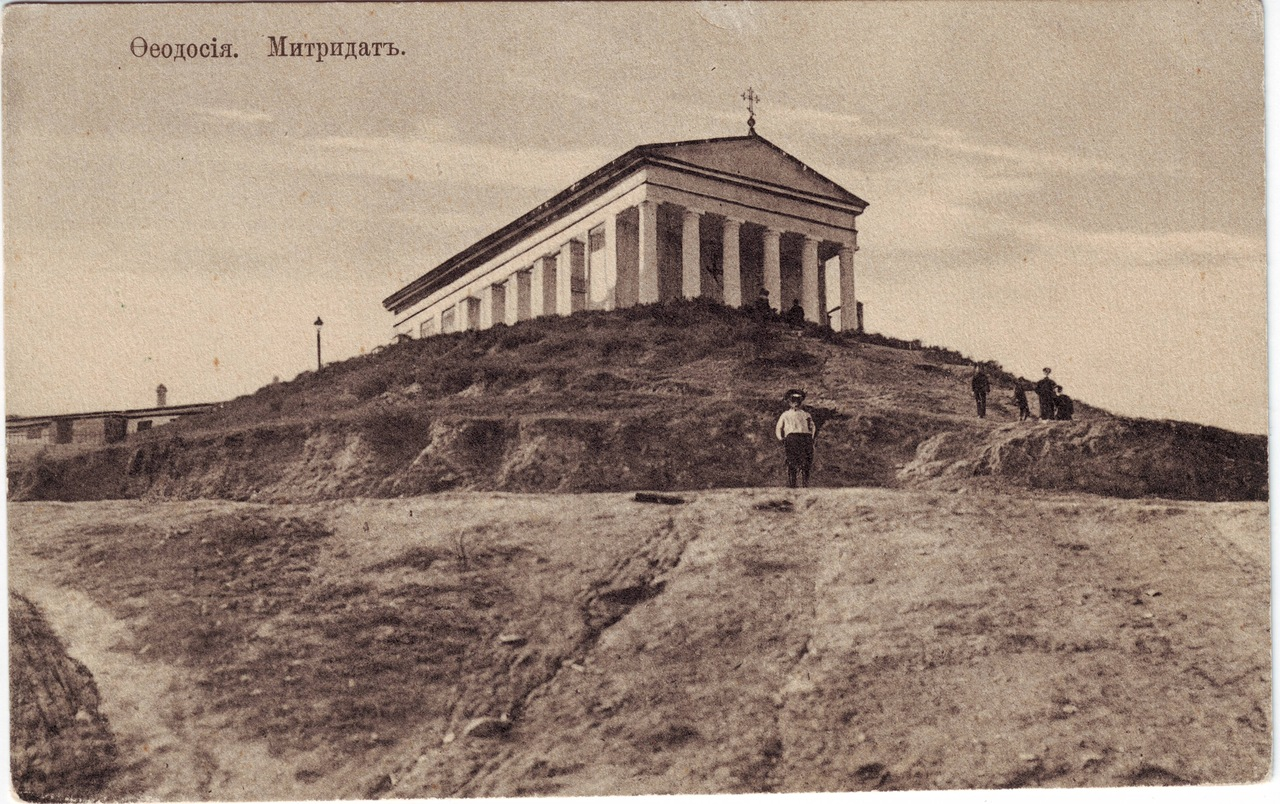
Музей старовини Айвазовського на горі Мітрідат (Феодосія)
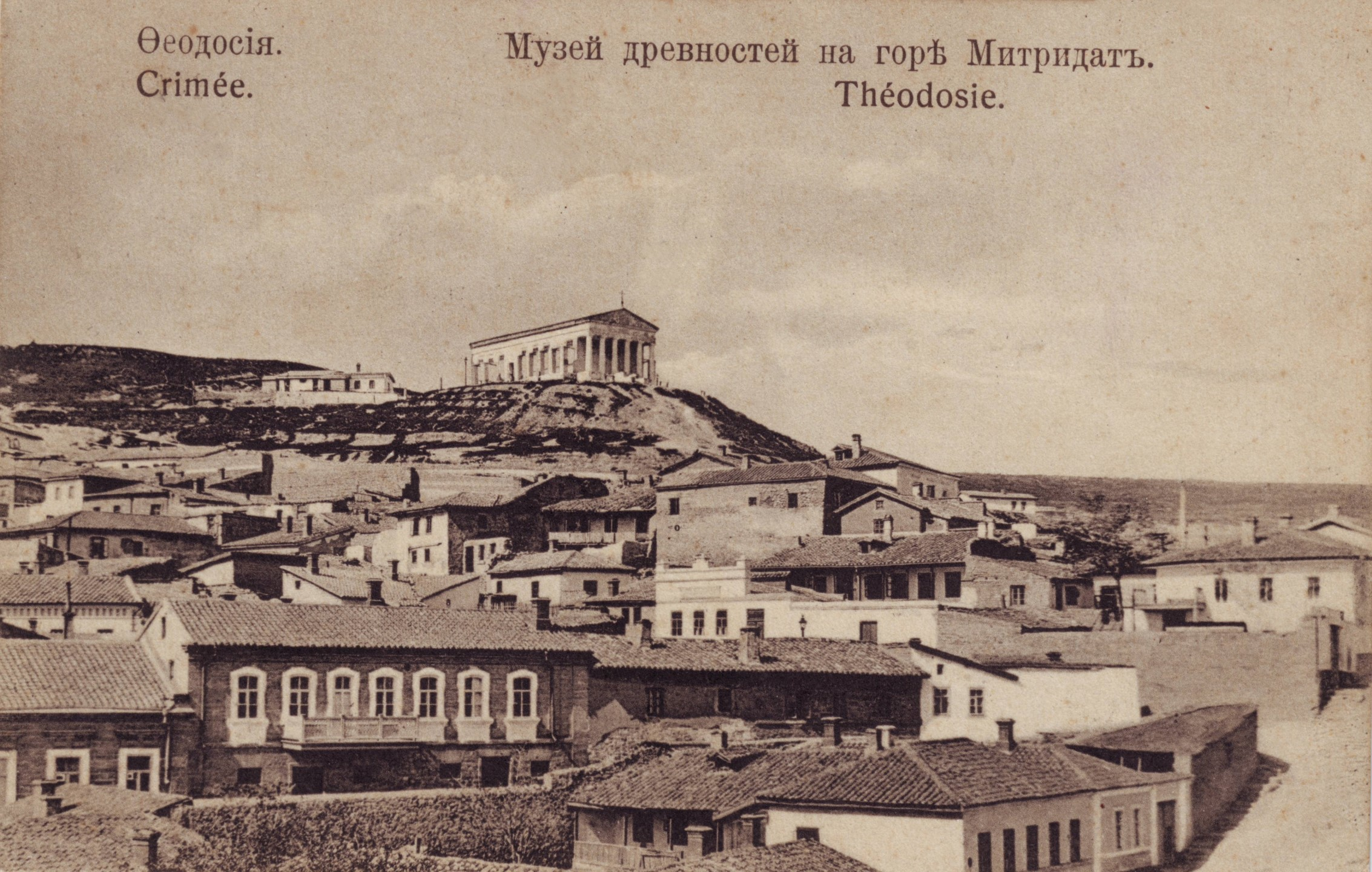
Музей старовини та Феодосії на горі Мітрідат. Старовинна листівка
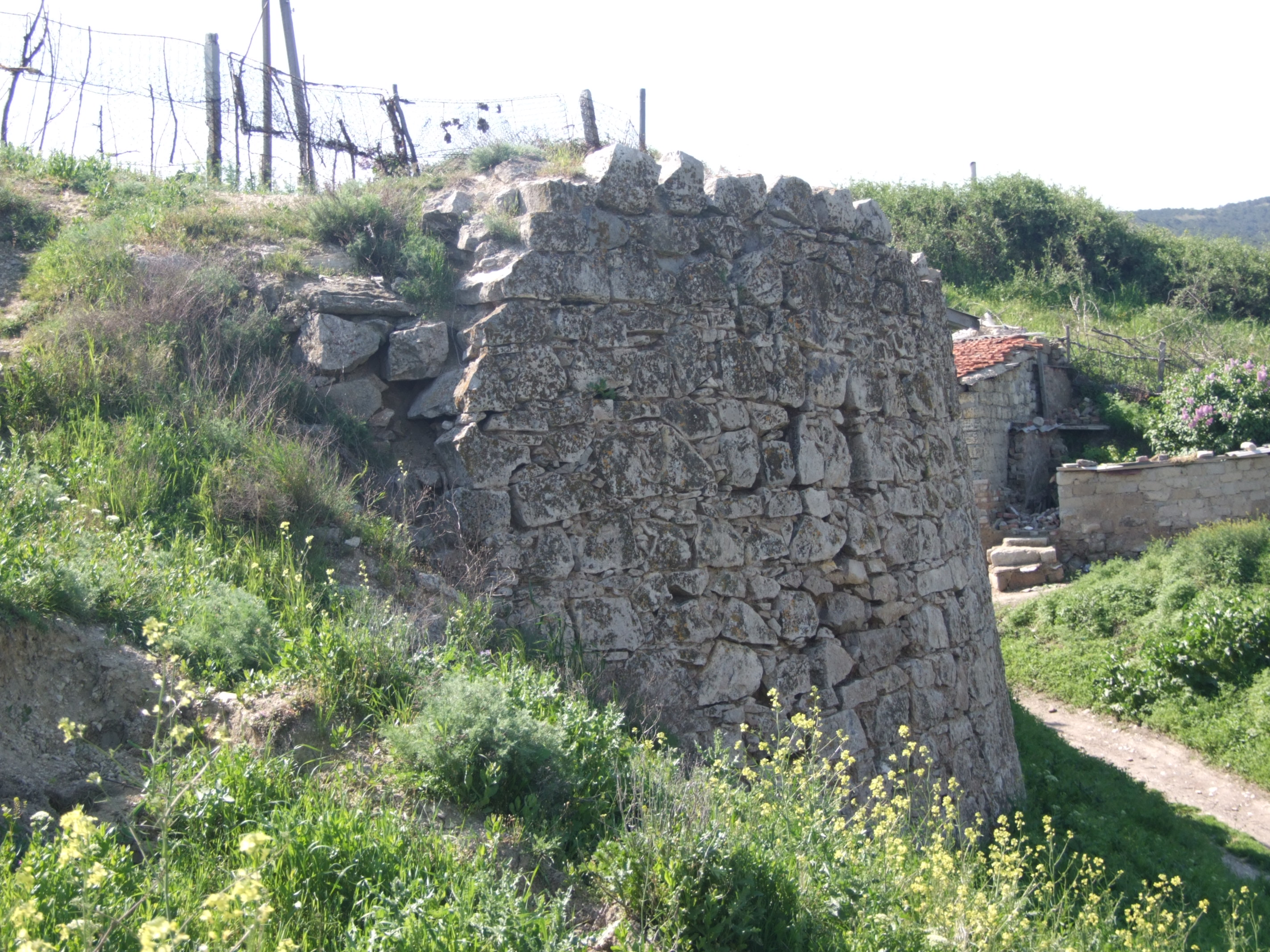
Вежа Фоми, 2008 рік
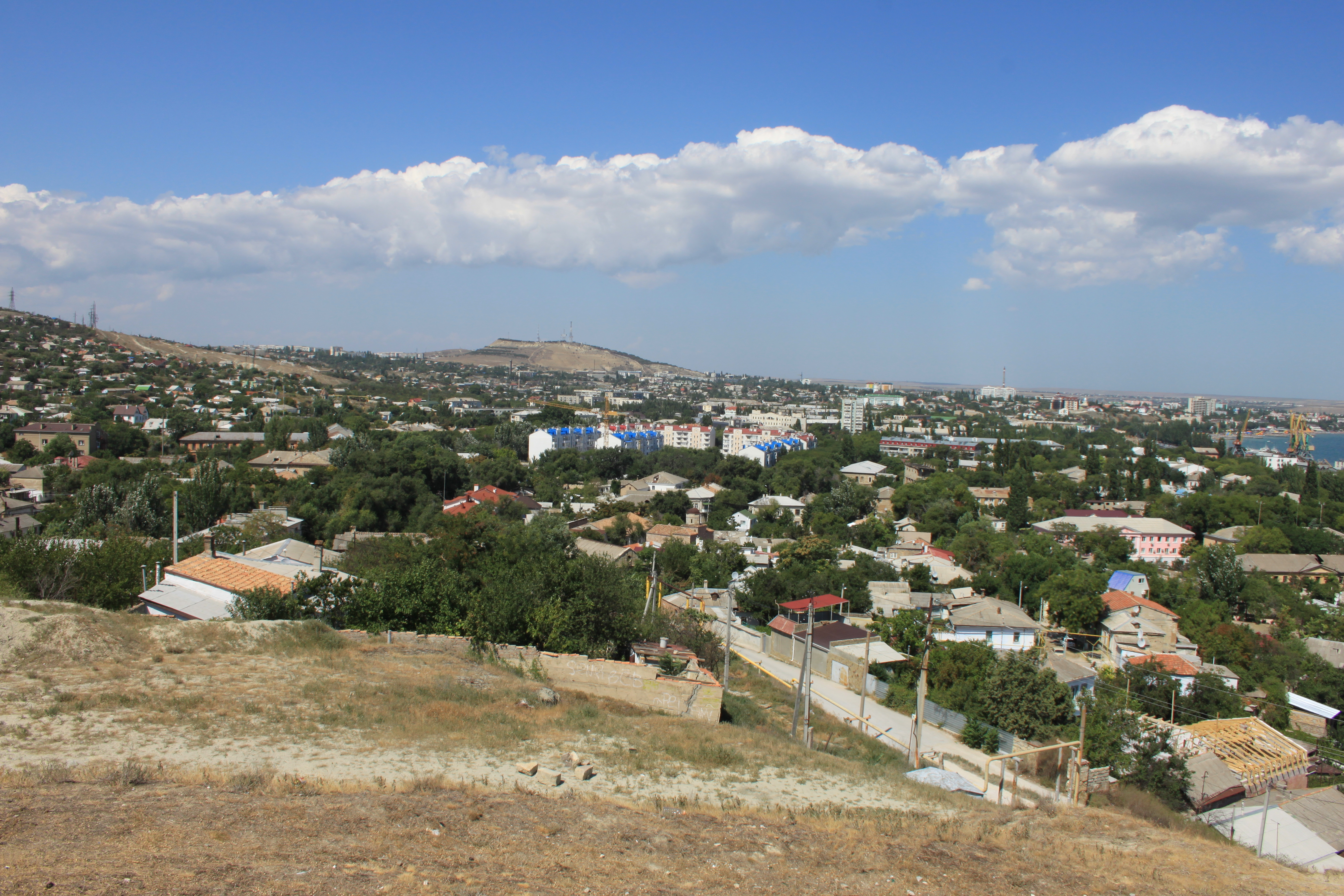
Вид з гори на північний захід, 2013 рік
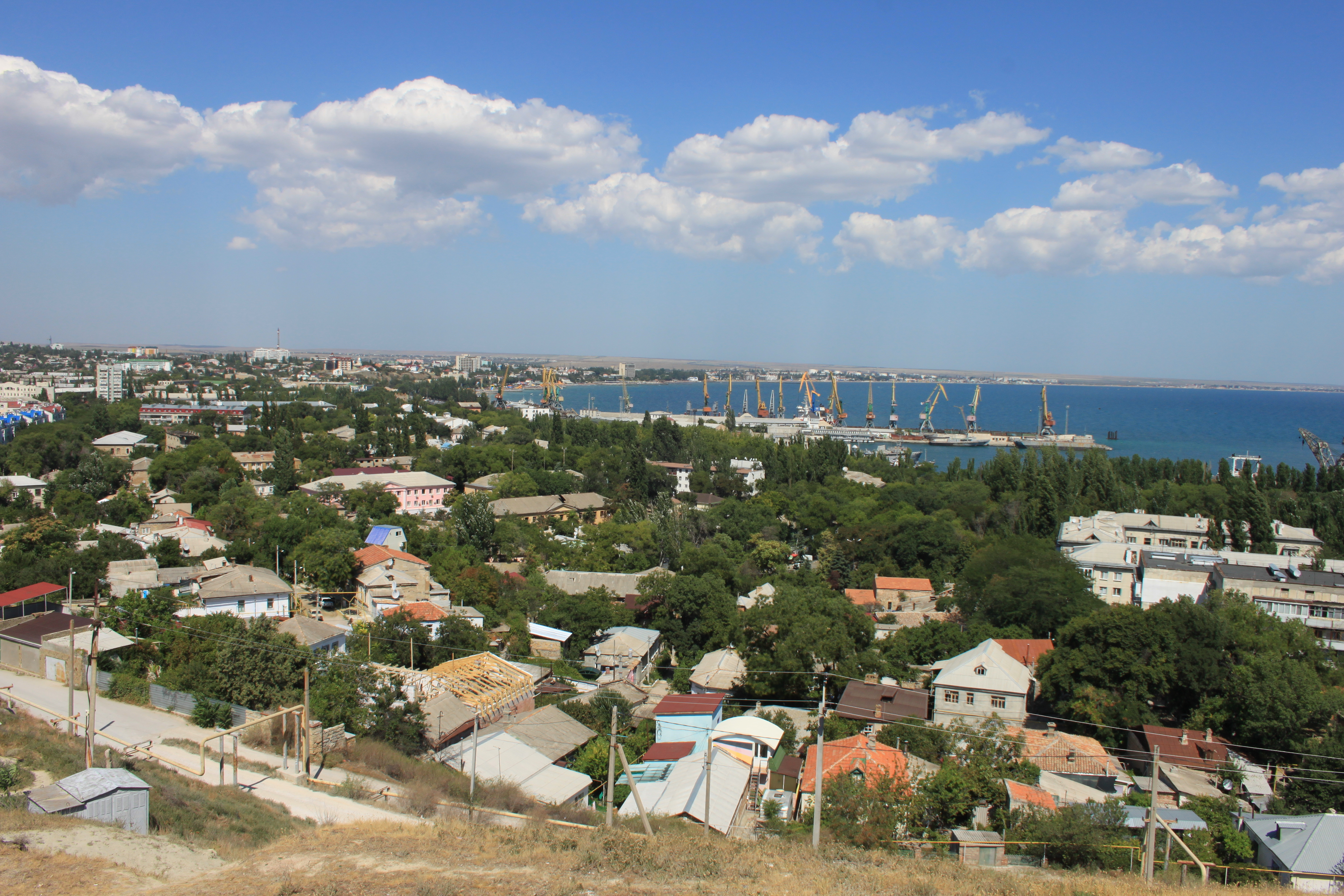
Вид з гори на північний схід, 2013 рік
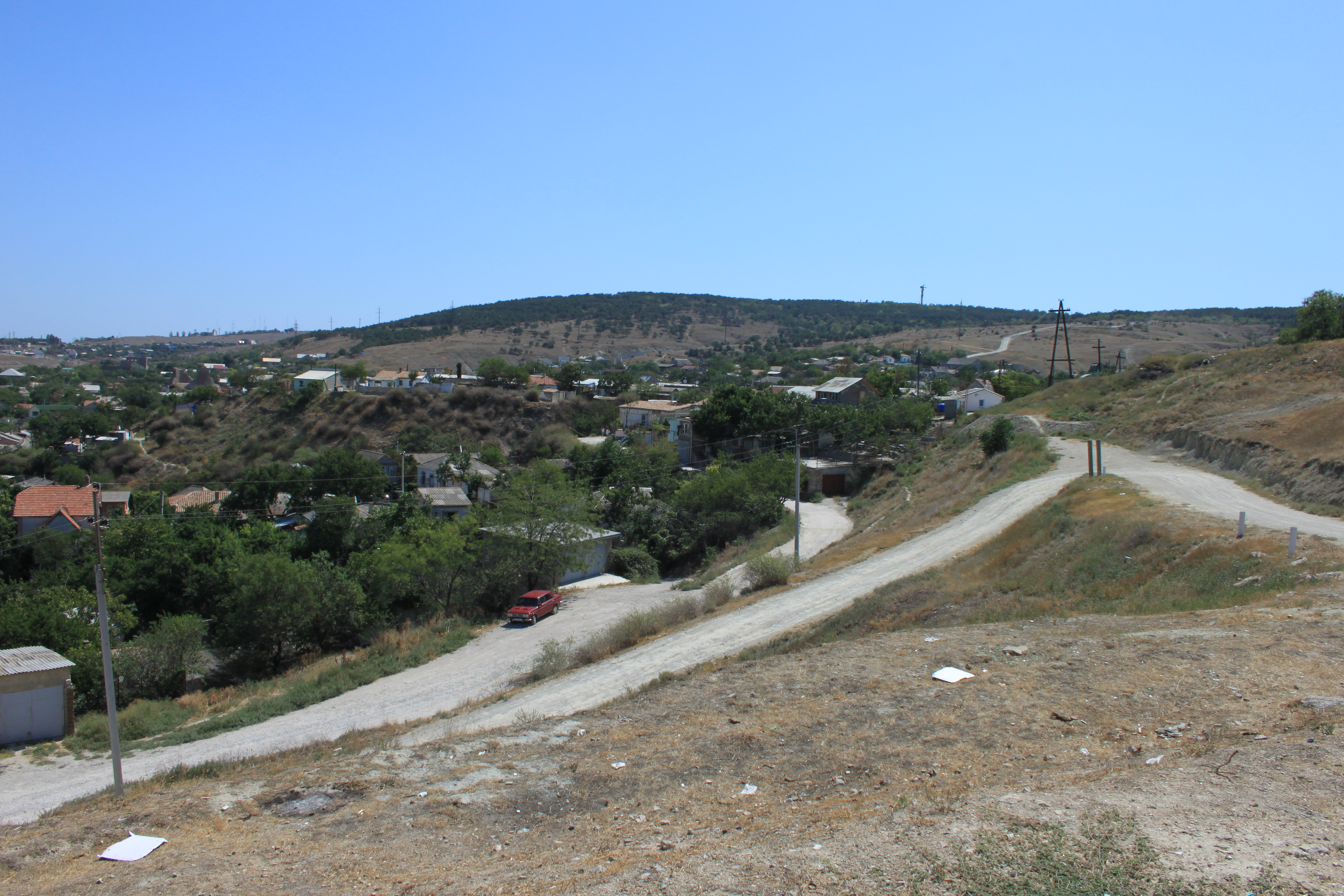
Вид з гори на південний схід, 2013 рік
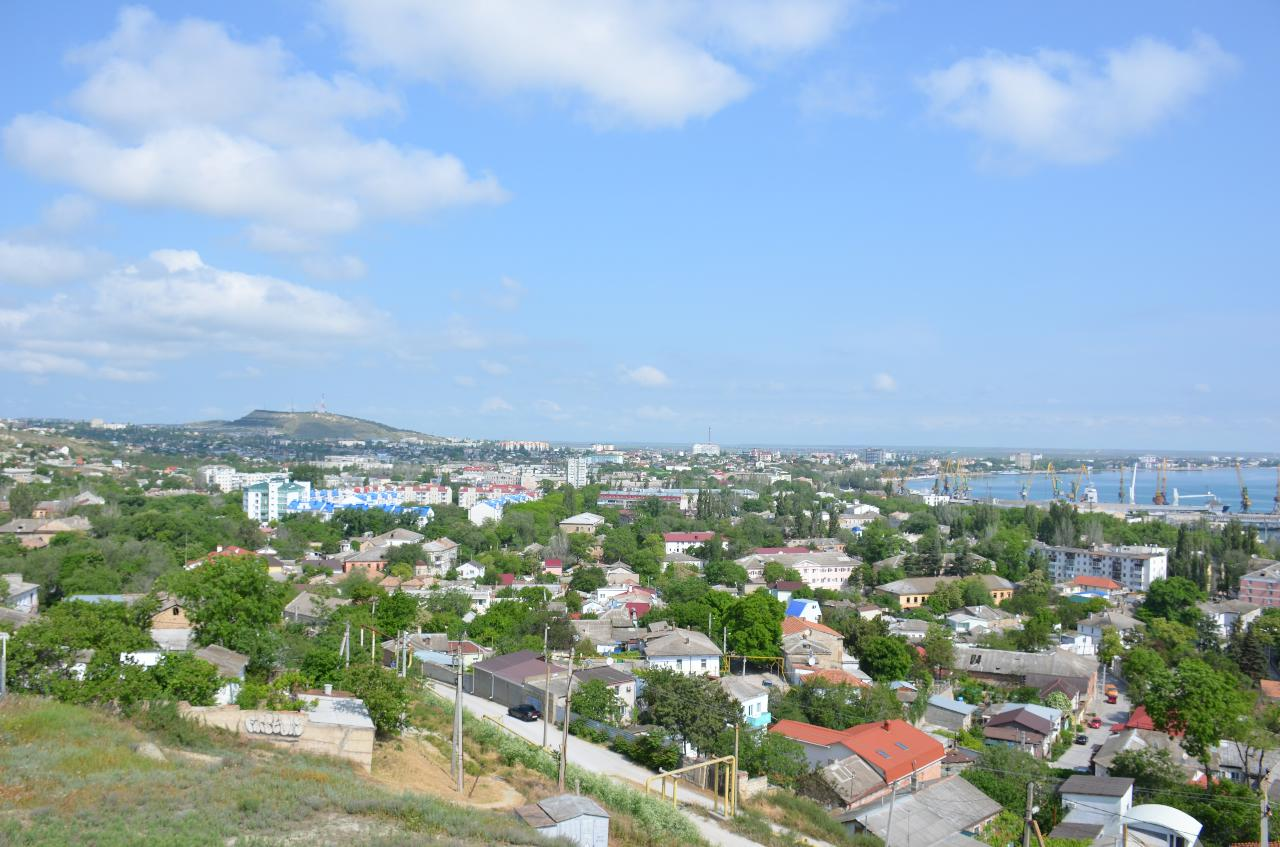
Вид на Феодосію з гори Мітридат, 2023 рік
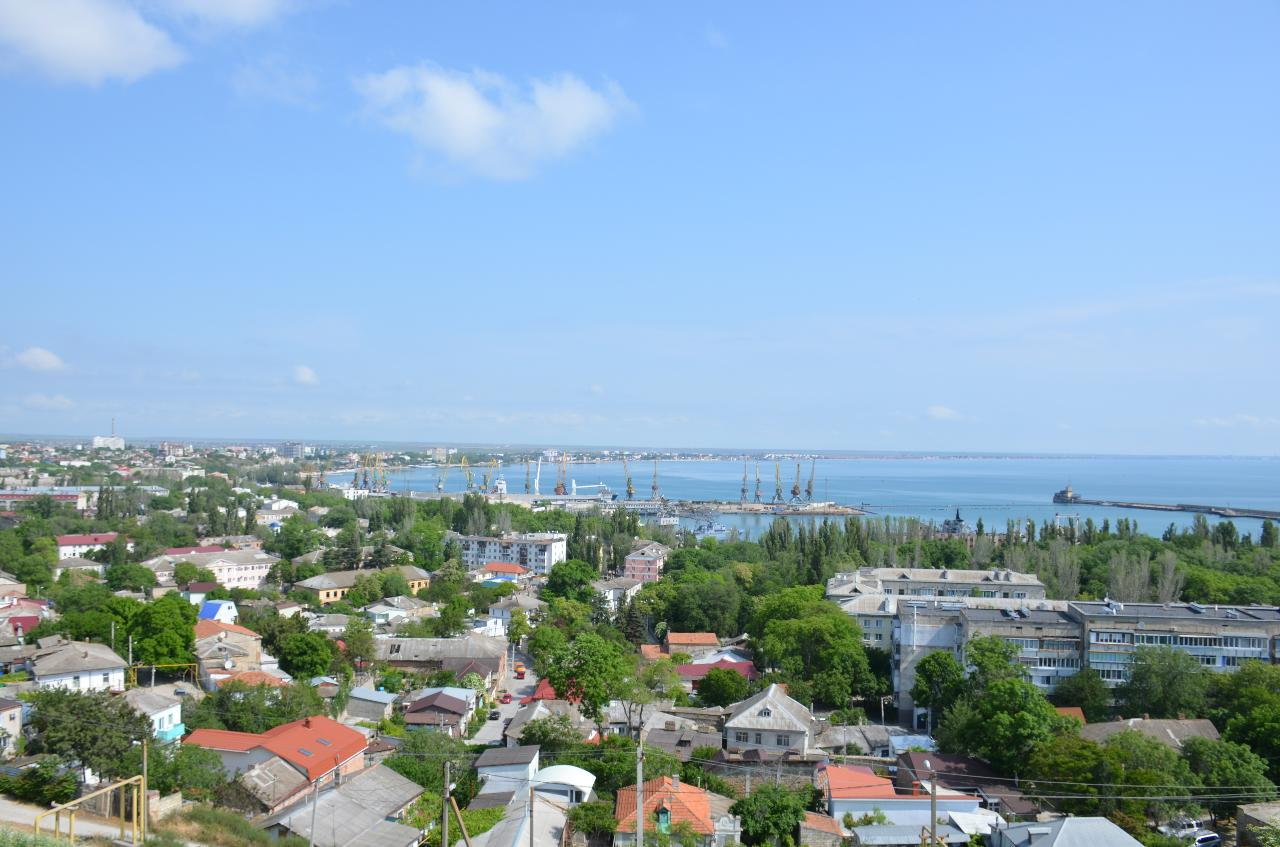
Вид на Феодосію з гори Мітридат, 2023 рік